# Sant Feliu de Cabrera
Sant Feliu de Cabrera és l'església parroquial de Cabrera de Mar (Maresme), inclosa en l'Inventari del Patrimoni Arquitectònic Català.

## Descripció
Edifici d'estil gòtic tardà amb teulada a dues vessants i campanar de torre quadrada. Es conserven els matacans de la façana.
L'estructura interior és amb una nau central i dues laterals.
L'any 1965 la paret de l'absis es recobrí de pintures murals i cap als anys setanta es col·locaren unes vidrieres a la façana lateral. Damunt el portal rodó d'entrada hi ha una inscripció al·lusiva als anys de construcció i consagració de l'església.

## Història
El primer esment de l'església de Sant Feliu de Cabrera es troba, segons l'arxiver Josep Mas, en un document del 1023, amb les sufragànies de Sant Joan i Sant Cebrià, i la vila de Cabraria figura des del 1037. L'església parroquial, que substituí la primitiva, fou iniciada el 1540 i consagrada el 1570. El retaule de Sant Joan Baptista procedent del temple anterior, notable obra de Bernat Martorell de la primera època (vers 1420) es conserva avui al Museu Diocesà de Barcelona.